# فرودگاه آنکاواندرا
فرودگاه آنکاواندرا (به انگلیسی: Ankavandra Airport) یک فرودگاه همگانی با کد یاتا JVA است . این فرودگاه در شهر آنکاواندرا کشور ماداگاسکار قرار دارد و در ارتفاع ۱۳۰ متری از سطح دریا واقع شده است.

## شرکت‌های هواپیمایی و مقصدهای پروازی
| شرکت‌های هواپیمایی | مقصدهای پروازی |
| ----------------- | -------------- |
| ایر ماداگاسکار    | ایواتو         |